# Naga Productions
Naga Productions je brněnské hudební vydavatelství specializující se především na black metal a příbuzné žánry. Bylo založeno v roce 2005 a ročně vydává 1–3 tituly českých i zahraničních umělců.
Přidruženou aktivitou k vydavatelství je maloobchodní distribuce hudebních nosičů převážně black metalového žánru a přidružených subžánrů.

## Vydané tituly
2009
- Wyrd (Fin) – „Kalivägi“ CD
- Heiden (Cze) – „Obsidian“ CD

2008
- Emancer (Nor) – „Twilight and Randomness“ CD

2007
- War For War (Cze) – „Kovy odjinud“ CD
- Trollech vs Heiden CD (nominováno v kategorii „Minialbum – split – singl roku“ ankety Břitva 2007)
- Stíny plamenů (Cze) – „Odpadní galerie“ CD

2006
- Hyperborean Desire (Cze) – „...v kruhu Veškerenstva...“ CD

2005
- Heiden (Cze) – „Tinne“ CD
- Svardenvyrd (Cze) – „Obyčej slunovratu“ CD